# Conte Annesley
Conte Annesley è un titolo nobiliare inglese nella Parìa d'Irlanda.

## Storia
Il titolo venne creato il 17 agosto 1789 per Francis Annesley, II visconte Glerawly, con la possibilità di concederlo anche al fratello Richard Annesley. Egli era stato in precedenza rappresentante al parlamento per Downpatrick. I titoli di Barone Annesley, di Castlewellan nella Contea di Down, e Visconte Glerawly, nella Contea di Fermanagh, vennero creati nella Parìa d'Irlanda il 20 settembre 1758 ed il 14 novembre 1766 rispettivamente per suo padre William Annesley, che era stato membro del parlamento per Midleton. Annesley era il figlio sestogenito di Francis Annesley, figlio quartogenito di Francis Annesley, I visconte Valentia.
Il I conte Annesley ebbe diversi figli illegittimi ma nessun erede legittimo e come tale alla sua morte (secondo quanto accordato precedentemente) venne succeduto dal fratello minore, il II conte. Questi era stato parlamentare già per sette costituenti diverse al parlamento irlandese e prestò servizio come Commissioner of Customs per l'Irlanda. Suo figlio primogenito, il III conte, sedette alla camera dei comuni britannica come rappresentante per Downpatrick ed alla sua morte i suoi titoli passarono al figlio primogenito, il IV conte. Questi fu membro del parlamento nelle schiere dei conservatori per la costituente di Great Grimsby e fu rappresentante irlandese alla camera dei lord dal 1857 al 1874.
Non si sposò mai e venne succeduto dal fratello minore, il V conte, che fu un militare e parlamentare conservatore per la costituente della Contea di Cavan. Dal 1877 al 1908 sedette alla Camera dei lord come rappresentante irlandese. La linea della sua famiglia si estinse con la morte del suo unico figlio, il VI conte, ucciso nel corso della prima guerra mondiale. L'ultimo conte venne succeduto da suo cugino di primo grado, il VII conte, figlio di William Octavius Beresford Annesley, figlio sestogenito del III conte. Anche questa linea della famiglia si estinse nel 1957 con la morte dell'VIII conte, che venne succeduto da un suo cugino di terzo grado, il quale era pronipote di Robert Annesley, figlio secondogenito del II conte. Attualmente i titoli sono detenuti dal figlio terzogenito del IX conte, il XII conte, che è succeduto al fratello maggiore nel 2011.
La sede della famiglia è al Castello di Castlewellan, a Castlewellan, nella Contea di Down.

## Visconti Glerawly (1766)
- William Annesley, I visconte Glerawly (c. 1710–1770)
- Francis Charles Annesley, II visconte Glerawly (1740–1802) (creato Conte Annesley nel 1789)

## Conti Annesley (1789)
- Francis Charles Annesley, I conte Annesley (1740–1802)
- Richard Annesley, II conte Annesley (1745–1824)
- William Richard Annesley, III conte Annesley (1772–1838)
- William Richard Annesley, IV conte Annesley (1830–1874)
- Hugh Annesley, V conte Annesley (1831–1908)
- Francis Annesley, VI conte Annesley (1884–1914)
- Walter Beresford Annesley, VII conte Annesley (1861–1934)
- Beresford Cecil Bingham Annesley, VIII conte Annesley (1894–1957)
- Robert Annesley, IX conte Annesley (1900–1979)
- Patrick Annesley, X conte Annesley (1924–2001)
- Philip Harrison Annesley, XI conte Annesley (1927–2011)
- Michael Robert Annesley, XII conte Annesley (n. 1933)

L'erede apparente è il figlio dell'attuale detentore del titolo, Michael Stephen Annesley, visconte Glerawly (n. 1957).